# Hymenodora gracilis
Hymenodora gracilis is een garnalensoort uit de familie van de Acanthephyridae. De wetenschappelijke naam van de soort is voor het eerst geldig gepubliceerd in 1886 door Smith.